# Осухи
Осухи (устар. Осу-Хи) — река в России, протекает в Чеченской Республике. Левый приток реки Гехи.

## География
Река Осухи берёт начало на северных склонах хребта Йуккеркорт. Течёт на север по горной местности. Устье реки находится в 44 км по левому берегу реки Гехи. Длина реки — 13 км, площадь водосборного бассейна — 118 км².

## Данные водного реестра
По данным государственного водного реестра России относится к Западно-Каспийскому бассейновому округу, водохозяйственный участок реки — Сунжа от истока до города Грозный. Речной бассейн реки — Реки бассейна Каспийского моря междуречья Терека и Волги.
Код объекта в государственном водном реестре — 07020001112108200005666.